# Niortais
Le Niortais est un pays traditionnel de France situé en Nouvelle-Aquitaine, au sud du département des Deux-Sèvres.

## Situation

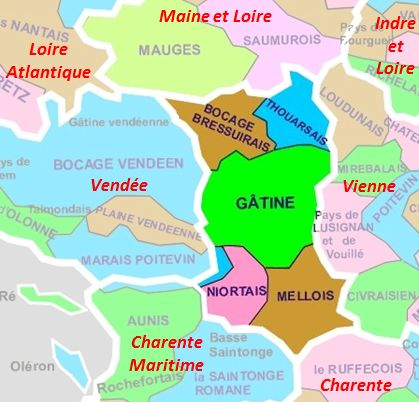
Les régions naturelles du département des Seux-Sèvres

Cette région naturelle correspond à une plaine dont Niort est le centre. Terminaison du Haut-Poitou et porte du marais poitevin cette plaine céréalière se ponctue de paysages bocagés aux abords de la Sèvre Niortaise.

Elle est entourée par les régions naturelles suivantes :
- Gâtine poitevine au nord
- Mellois à l'est
- Basse Saintonge au sud
- Aunis au sud-ouest
- Marais poitevin et Plaine vendéenne à l'ouest